# Bulweria fallax
El petrel de Jouanin (Bulweria fallax)  es una especie de ave procelariforme de la familia de los petreles (Procellariidae). 
Se distribuye en Yibuti, Indonesia, Pakistán, Kenia, Maldivas, Mozambique, Omán, Arabia Saudita, Seychelles, Somalia y Yemen. También se ha registrado su reproducción en el archipiélago de Socotra.
Su hábitat son los mares abiertos poco profundos.